# Xi Enting
Xi Enting (Tangshan, 3 gennaio 1946 – 27 ottobre 2019) è stato un tennistavolista cinese.
Si è allenato alla Baoding Amateur Sports School ed è entrato nella squadra nazionale cinese di tennis da tavolo all'età di 19 anni.
Dal 1971 al 1975, Xi vinse quattro medaglie in singoli, doppi e eventi a squadre nei Campionati mondiali di tennistavolo
Le quattro medaglie mondiali includevano due medaglia d'oro nell'evento a squadre maschile ai Campionati mondiali di tennis da tavolo del 1971 e nel singolare maschile ai Campionati mondiali di tennistavolo del 1973.

## Nella cultura di massa
È uno dei personaggi del film del 2023 Ping Pong - Il ritorno. Storia incentrata nel periodo dal 1990 al 1995 in cui la nazionale cinese perse e riconquistò la leadership mondiale.